# Slim Amamou
Cet article possède un paronyme, voir Mamou.
Slim Amamou (arabe : سليم عمامو), né le 8 novembre 1977 à Tunis, est un cyber-militant et blogueur tunisien, connu pour avoir fait partie de la contestation contre le régime de Zine el-Abidine Ben Ali.

## Biographie

### Parcours personnel et professionnel
Titulaire d'un diplôme de technicien supérieur en informatique industrielle de l'Institut supérieur des études technologiques de Sousse, il crée en 2000 l'agence Alpha Studios, opérant dans le secteur des logiciels informatiques, avant de devenir en 2008 cogérant d'un éditeur de logiciels, ALIXSYS, spécialisé en gestion de projets et en développement d'applications Web. Il lance Markkit, une application Web 2.0 de surlignage de page Web en janvier 2008.
Il est membre de l'Internet Engineering Task Force et du World Wide Web Consortium, organismes internationaux de standardisation de l'Internet.
Il est marié et père d'un garçon.

### Engagements
Le 22 mai 2010, il tente d'organiser une manifestation pour protester contre la censure du régime qui lui vaut d'être arrêté par la police et interrogé.
Il participe à la fondation du Parti pirate en Tunisie,. Blogueur influent, il milite contre la censure et la propriété intellectuelle et en faveur des logiciels libres et de la neutralité de l'Internet. Ses écrits portent sur les modalités et les mécanismes de l'émergence de la nouvelle société mondiale de l'Internet. Il est notamment rédacteur pour le magazine ReadWriteWeb qu'il utilise comme tribune en juin 2010 pour attirer l'attention de la communauté internationale sur la première campagne de phishing ( hameçonnage) mise en place par le régime de Ben Ali et destinée à voler les identifiants Gmail et Facebook de la population tunisienne.
Durant la révolution tunisienne, il est arrêté le 6 janvier 2011 avec son ami Azyz Amami. Lors de cette arrestation, il avait activé la géolocalisation de son téléphone mobile, permettant à tous les internautes de le suivre jusqu'aux geôles du ministère de l'Intérieur.

### Secrétaire d'État à la Jeunesse et aux Sports
À la suite de la fuite du président Zine el-Abidine Ben Ali et de la création d'un gouvernement d'union nationale, il est nommé secrétaire d'État à la Jeunesse et aux Sports le 17 janvier 2011,. Mohamed Aloulou est son ministre de tutelle. En février, il se prononce pour « la liberté totale sur Internet ».
Le 29 mars, le Parti pirate tunisien, qui trouve son engagement trop timide, l'exclut : « Slim Amamou a été limogé du vrai parti pirate tunisien vu qu'il s'est désolidarisé avec les objectifs de la révolution basés sur la Justice [...] Slim Amamou n'a aucun lien avec le parti [...] il n'était qu'un membre passif qui nous a lâché dès qu'il est entré au gouvernement ». Amamou rejoint alors un parti concurrent, le Parti pirate, légalisé peu après.
Le 23 mai 2011, dans une interview accordée à Express FM, il indique son intention de démissionner du gouvernement de transition, ce qui est officialisé deux jours plus tard. Il déclare alors : « J'ai accepté d'entrer dans ce gouvernement avec l'idée de peser sur les décisions. J'en suis sorti parce que nous avons défini un agenda politique clair ». Myriam Mizouni lui succède.